# Yann Godart
Yann Godart (Bar-le-Duc, 19 september 2001) is een Frans voetballer die sinds 2021 uitkomt voor US Avranches. Godart is een rechtervleugelverdediger.

## Clubcarrière
Godart genoot zijn jeugdopleiding bij FC Revigny, FC Bar en FC Metz. Die laatste club leende hem in het seizoen 2020/21 samen met vijf ploegmaats uit aan RFC Seraing in de Belgische Eerste klasse B. Mede door de sterke concurrentie van Iebe Swers op de rechtsbackpositie speelde Godart dat seizoen zeven wedstrijden voor Seraing: in de reguliere competitie mocht hij zes keer aandraven, en in de heenwedstrijd van de barragewedstrijden tegen Waasland-Beveren mocht hij vijf minuten voor tijd invallen voor Gérald Kilota. Op het einde van het seizoen mocht hij met Seraing de promotie naar de Jupiler Pro League vieren.
Na afloop van zijn uitleenbeurt aan Seraing verhuisde Godart, wiens contract bij Metz afliep, op definitieve basis naar de Franse derdeklasser US Avranches.

## Clubstatistieken
| Seizoen         | Club            | Land               | Competitie           | Competitie | Competitie | Beker | Beker | Supercup | Supercup | Europees | Europees | Totaal | Totaal |
| Seizoen         | Club            | Land               | Competitie           | Wed.       | Dlp.       | Wed.  | Dlp.  | Wed.     | Dlp.     | Wed.     | Dlp.     | Wed.   | Dlp.   |
| --------------- | --------------- | ------------------ | -------------------- | ---------- | ---------- | ----- | ----- | -------- | -------- | -------- | -------- | ------ | ------ |
| 2020/21         | → RFC Seraing   | Vlag van België    | Eerste klasse B      | 7          | 0          | 0     | 0     | —        | —        | —        | —        | 7      | 0      |
| 2021/22         | US Avranches    | Vlag van Frankrijk | Championnat National | 0          | 0          | 0     | 0     | —        | —        | —        | —        | 0      | 0      |
| Carrière totaal | Carrière totaal | Carrière totaal    | Carrière totaal      | 7          | 0          | 0     | 0     | 0        | 0        | 0        | 0        | 7      | 0      |

Bijgewerkt op 9 augustus 2021.

## Interlandcarrière
Godart was in het verleden Frans jeugdinternational.